# St. Nikolaus (Barienrode)

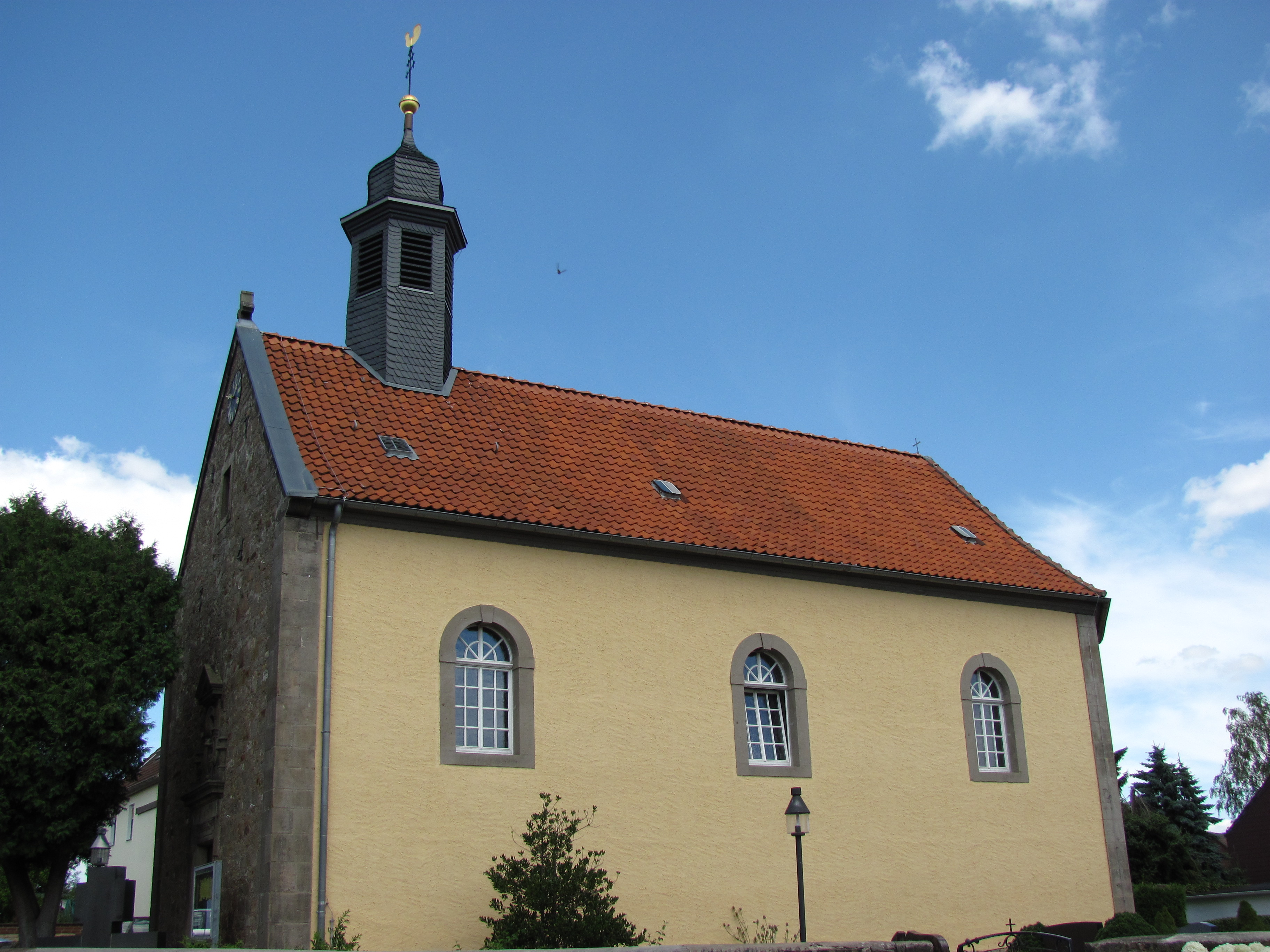
St. Nikolaus

Die römisch-katholische Kapelle St. Nikolaus steht auf dem ummauerten Kirchfriedhof in Barienrode, einem Ortsteil der Gemeinde Diekholzen im Landkreis Hildesheim von Niedersachsen. Die Kapelle steht unter Denkmalschutz und gehört zur Pfarrei St. Mauritius Hildesheim im Dekanat Hildesheim des Bistums Hildesheim.

## Beschreibung
Der Vorgängerbau ist bereits 1406 als Nikolauskapelle erwähnt. Die 1734 aus Bruchsteinen gebaute Saalkirche aus drei Achsen hat im Osten einen dreiseitigen Abschluss. Ihre verputzten Seitenwände haben Bogenfenster. Aus ihrem Satteldach, das im Osten abgewalmt ist, erhebt sich im Westen ein schiefergedeckter, sechsseitiger, mit einer bauchigen Haube bedeckter Dachreiter, hinter dessen Klangarkaden sich der Glockenstuhl für die Kirchenglocke befindet, die 1963 von der Wilhelmshütte gegossen wurde. In einer Wandnische über dem Portal befindet sich eine steinerne Statue des Schutzpatrons.

## Ausstattung

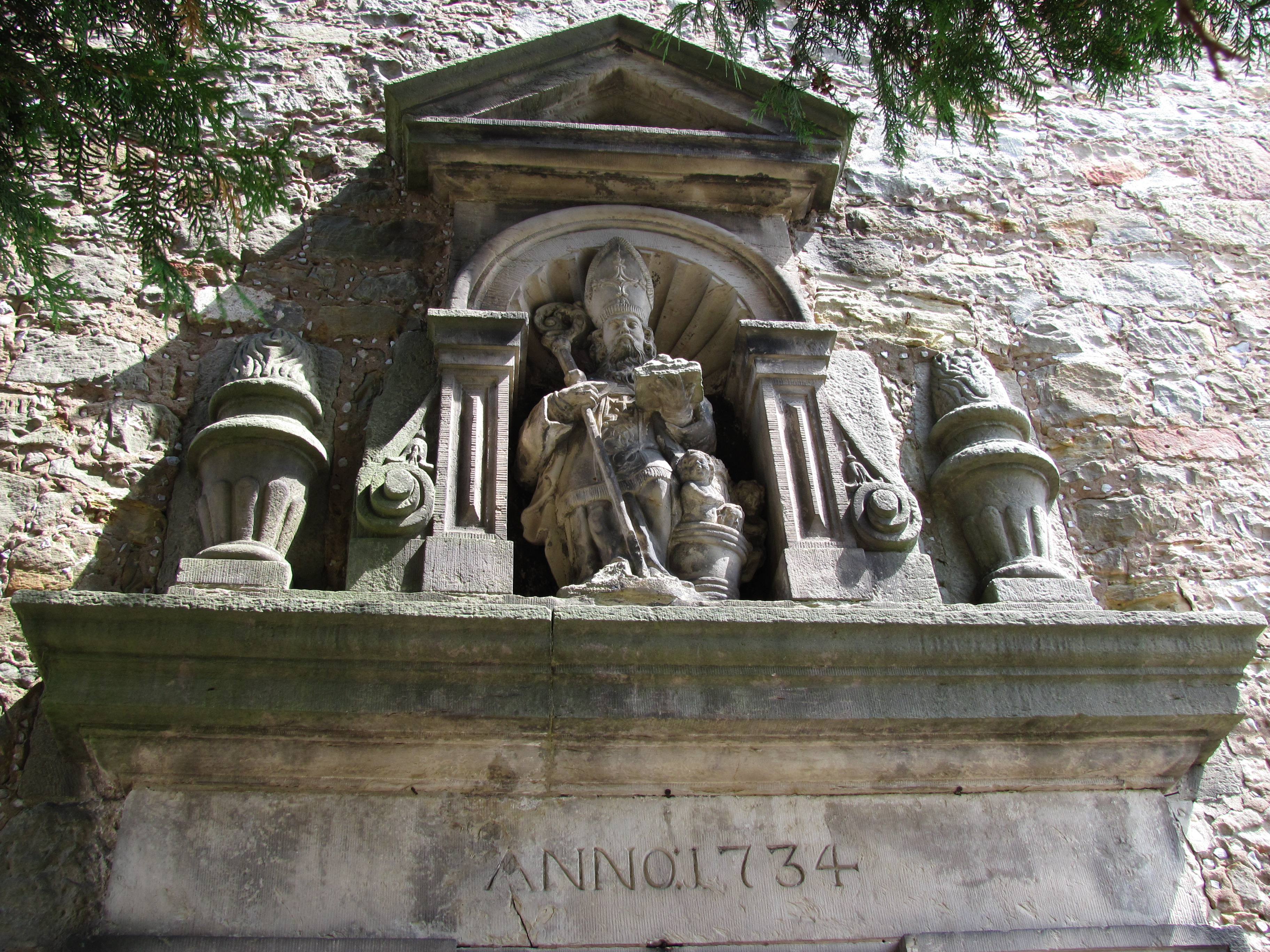
Nikolaus-Darstellung über dem Eingangsportal

Zur Kirchenausstattung gehören ein um 1690 gebauter Altar und eine um 1650 gebaute Kanzel, die aus dem Hildesheimer Dom stammt. Am Kanzelkorb befindet sich ein um 1510 entstandenes Holzgemälde, das den Kalvarienberg darstellt. Es stammt aus der aufgelösten Kartause Hildesheim.

## Orgel
Im Jahr 1875 erhielt die St. Nikolaus-Kirche eine neue Schaper-Orgel. Im Jahr 2008 wurde die Schaper-Orgel im historischen Aussehen restauriert.
Disposition:
| I. Manual C–f3 |    |
| Gedackt        | 8‘ |
| Octav          | 4‘ |
| Waldflöte      | 2‘ |
| Scharf         | 2‘ |